# 6.ª División de Ejército
La 6.ª División de Ejército (D6) fue una división del Ejército Argentino creada en 1936, con asiento en Neuquén y con dependencia del Segundo Ejército. Una división llamada más tarde 6.ª División de Infantería y disuelta en la reorganización de 1964.

## Historia
Por resolución superior de 1936, se constituyó la 6.ª División con asiento en Bahia Blanca y formada por el R8, R10 y R21 y elementos de apoyo. En 1938 con la nueva organización resuelta ese año fue creado el Segundo Ejército, formado por la 4.ª División, 5.ª División y 6.ª División, el Destacamento "Cuyo" y el Destacamento "Norte". A fines ese año fue decidido el traslado de la 6.ª División a Neuquén.
En 1960 quedó encuadrada en el V Cuerpo de Ejército con asiento en Bahia Blanca. Con la reorganización de la fuerza terrestre aprobada en 1964 quedaron disueltas las divisiones, incluyendo la 6.ª División. Sus instalaciones se hallaron ocupadas por la VI Brigada de Infantería.

## Organización (1943)
- Comando de División de Ejército 6, Neuquén
  - Regimiento 10 de Infantería de Montaña Reforzado, Covunco Centro
  - Regimiento 21 de Infantería de Montaña Reforzado, Neuquén

## Asientos
- Bahia Blanca  (1936-1938)
- Neuquén  (1938-1964)